# 山本兼一
山本 兼一（やまもと けんいち、1956年7月23日 - 2014年2月13日）は、日本の小説家。
京都市生まれ。京都市立紫野高等学校、同志社大学文学部文化学科美学及び芸術学専攻卒業。

## 概要
松尾芭蕉などを専門とする国文学者・山本唯一（大谷大学名誉教授）の長男として京都府に生まれる。先祖は代々新潟県真宗寺院の僧侶。出版社、編集プロダクション勤務、フリーライターを経て作家デビュー。
2012年10月に肺腺癌で一度入院。2013年12月中旬に病状が悪化して再入院し、病床で執筆を続けていた。2014年2月13日午前3時42分に原発性左上葉肺腺癌のため京都市の病院で死去。57歳没。
雑誌『中央公論』に2013年11月号から連載していた「平安楽土」が絶筆となった。最後となった同作の第6回を編集者に送ったのは死去前日、亡くなる約5時間半前であった。

## 略歴
- 1999年 - 『弾正の鷹』で小説NON創刊150号記念短編時代小説賞（佳作）
- 2002年 - 『戦国秘録 白鷹伝』でデビュー
- 2004年 - 『火天の城』で第11回松本清張賞を受賞
- 2005年 - 『火天の城』で第132回直木三十五賞候補
- 2007年 - 『雷神の筒』で第13回中山義秀文学賞候補
- 2008年 - 『千両花嫁』で第139回直木三十五賞候補
- 2009年 - 『利休にたずねよ』で第140回直木三十五賞を受賞
- 2009年 - 『火天の城』が映画化
- 2011年 - 『銀の島』で週刊朝日「2011年 歴史・時代小説ベスト10」第1位、第1回本屋が選ぶ時代小説大賞候補
- 2012年 - 『信長死すべし』で第2回本屋が選ぶ時代小説大賞候補
- 2013年 - 『花鳥の夢』で第3回本屋が選ぶ時代小説大賞候補
- 2013年 - 『利休にたずねよ』が映画化

## 著書

### 小説
- 『戦国秘録 白鷹伝』祥伝社（2002年）のち文庫（2007年）、※特記なき場合版元は同一
- 『火天の城』文藝春秋（2004年）のち文庫（2007年）
- 『雷神の筒』集英社（2006年）のち文庫（2009年）
- 『いっしん虎徹』文藝春秋（2007年）のち文庫（2009年）
- 『弾正の鷹』祥伝社（2007年）のち文庫（2009年）
- 『千両花嫁 とびきり屋見立て帖』文藝春秋（2008年）のち文庫（2010年）
- 『狂い咲き正宗 刀剣商ちょうじ屋光三郎』講談社（2008年）のち文庫（2011年）
- 『利休にたずねよ』PHP研究所（2008年）のち文庫（2010年）、文春文庫（2018年）
- 『ジパング島発見記』集英社（2009年）のち文庫（2012年）
- 『ええもんひとつ-とびきり屋見立て帖』文藝春秋（2010年）のち文庫（2012年）
- 『命もいらず名もいらず』（上下）、NHK出版（2010年）のち集英社文庫（2013年）
- 『銀の島』朝日新聞出版（2011年）のち文庫（2014年）
- 『神変-役小角絵巻』中央公論新社（2011年）のち文庫（2014年）
- 『黄金の太刀 刀剣商ちょうじ屋光三郎』講談社（2011年）のち文庫（2013年）
- 『赤絵そうめん-とびきり屋見立て帖』文藝春秋（2011年）のち文庫（2014年）
- 『おれは清麿』 祥伝社（2012年）のち文庫（2015年）
- 『信長死すべし』角川書店（2012年）のち文庫（2014年）
- 『まりしてん誾千代姫』PHP研究所（2012年）のち文庫（2015年）
- 『花鳥の夢』 文藝春秋（2013年）のち文庫（2015年）
- 『利休の茶杓』文藝春秋（2014年）のち文庫（2016年）
- 『修羅走る関ヶ原』集英社（2014年）のち文庫（2016年）
- 『心中しぐれ吉原』角川春樹事務所（2014年）のち文庫（2016年）
- 『夢をまことに』文藝春秋（2015年）のち文庫（上下、2017年）

### エッセイほか
- 『今は「最高」かカリスマ福永法源と「最高」教団 』砧書房（1987年）
- 『利休の風景』淡交社（2012年）
- 『仕事は心を叩け。 刀匠・河内國平 鍛錬の言葉』集英社（2013年）